# Apalaí
L'apalaí és una llengua carib parlada al Brasil. El 1993 la parlaven aproximadament 450 persones de l'ètnia aparaí. És una llengua aglutinant que destaca per utilitzar un rar ordre de paraules objecte-verb-subjecte.

## Vocabulari
Vocabulari aparaí:
| Glossa       | Apalaí         |
| ------------ | -------------- |
| aigua        | tuná           |
| banana       | parurú         |
| gos          | kaikutí        |
| daina blanca | kariakó        |
| pecarí       | papirá         |
| cuatá        | arimí          |
| foc          | potó           |
| gall         | kurakiri       |
| gallina      | kuvakirí       |
| jacamim      | mamiçarí       |
| jaguar       | kaikutí tamurú |
| lluna        | nonó           |
| mico         | mikó           |
| paca         | kurimahú       |
| colom        | katapurú       |
| pedra        | çaipé          |
| ratolí       | unpó           |
| rem          | opukuitá       |
| sal          | çautú          |
| taiaçu       | ponokó         |
| tucunaré     | matauare       |